# Rezerwat przyrody Jezioro Orłowo Małe
Rezerwat przyrody Jezioro Orłowo Małe – faunistyczny rezerwat przyrody, który znajduje się w gminie Nidzica, powiecie nidzickim (województwo warmińsko-mazurskie). Jest położony ok. 0,8 km na północny wschód od wsi Orłowo i 10 km na północ od Nidzicy.
Rezerwat został utworzony w 1958 r. w celu ochrony żółwia błotnego. Obejmuje niewielkie jezioro Orłowo Małe o powierzchni około 2,3 ha i głębokości 2 m, oraz przylegające oddziały leśne.
Rezerwat pierwotnie zajmował powierzchnię 4,50 ha. W 2010 roku powiększono go do 14,76 ha.